# Phyllonorycter dentifera
Phyllonorycter dentifera là một loài bướm đêm thuộc họ Gracillariidae. Nó được tìm thấy ở miền trung châu Á, miền nam Tajikistan và Turkmenistan.
Ấu trùng ăn Populus pruinosa. Chúng ăn lá nơi chúng làm tổ. The mines are found only the upperside of the leaf.